# Prefectura d'Iwate
La Prefectura d'Iwate (岩手県, Iwate-ken) està ubicada en la regió de Tōhoku sobre l'illa de Honshu, Japó. La capital és Morioka.

## Ciutats
- Esashi
- Hanamaki
- Ichinoseki
- Kamaishi
- Kitakami
- Kuji
- Miyako
- Mizusawa
- Morioka (capital)
- Ninohe
- Ofunato
- Rikuzentakata
- Tōno

## Districtes
- Shimohei
  - Shimoheigun
  - Taro
  - Yamada
  - Iwaizumi
  - Tanohata
  - Fudai
  - Niisato
  - Kawai
- Kunohe
  - Kunohegun
  - Karumai
  - Taneichi
  - Noda
  - Yamagata
  - Ono
  - Kunohe
- Isawa
  - Isawagun
  - Kanegasaki
  - Maesawa
  - Isawa
  - Koromogawa
- Kesen
  - Kesengun
  - Sumita
- Kamihei
  - Kamiheigun
  - Otsuchi
  - Miyamori
- Iwate
  - Shizukuishi
  - Kuzumaki
  - Iwate
  - Nishine
  - Takizawa
  - Matsuo
  - Tamayama
  - Ashiro
- Ninohe
  - Ninohegun
  - Joboji
  - Ichinohe
- Higashiiwai
  - Higashiiwaigun
  - Daitō
  - Fujisawa
  - Senmaya
  - Higashiyama
  - Murone
  - Kawasaki
- Nishiiwai
  - Nishiiwaigun
  - Hanaizumi
  - Hiraizumi
- Waga
  - Wagagun
  - Towa
  - Yuda
  - Sawauchi
- Shiwa
  - Shiwagun
  - Shiwa
  - Yahaba
- Hienuki
  - Hienukigun
  - Ohasama
  - Ishidoriya